# Batrachorhina miredoxa
Batrachorhina miredoxa är en skalbaggsart som beskrevs av Teocchi 1986. Batrachorhina miredoxa ingår i släktet Batrachorhina och familjen långhorningar. Inga underarter finns listade.